# Teleclea
Teleclea (en grec antic: Τηλέκλεια) segons la mitologia grega, va ser una princesa troiana filla del rei Ilos.
El seu pare va designar hereu al seu fill Laomedont de Troia mentre que va casar les seves filles amb altres reis de la Grècia Antiga, així Teleclea es va unir amb Cisseu, rei de Tràcia, i van tenir una filla, Teano, esposa d'Antènor.
Segons algunes versions, Teleclea va ser també la mare d'Hècuba, l'esposa de Príam, rei de Troia.